# Болашак (Байтерецький район)
Болаша́к (каз. Болашақ) — село у складі Байтерецького району Західноказахстанської області Казахстану. Входить до складу Перемітнинського сільського округу.
У радянські часи село називалось Отділення № 2 совхоза Кам'янський, до 2020 року — Озерне.
Населення — 330 осіб (2021; 370 у 2009, 448 у 1999, 504 у 1989).